# Лейн Адольф Ілліч
Адольф Ілліч Лейн (нар. 17 лютого 1925, Феодосія — пом. 24 липня 1989, Сімферополь) — український радянський графік; член Спілки радянських художників України.

## Біографія
Народився 17 лютого 1925 року у місті Феодосії. Упродовж 1936—1941 років навчався у Феодосійській художній студії при картинній галереї Івана Айвазовського у Миколи Барсамова.
Брав участь у німецько-радянській війні. Нагороджений орденом Червоної Зірки.
Жив у Сімфероаолі, в будинку на вулиці Київській, № 177/2, квартира № 48. Помер у Сімферополі 24 липня 1989 року.

## Творчість
Працював в галузі плаката. Серед робіт:
- «Синам і внукам — мир і слава» (1964);
- «Мир, нащадки, бережіть!» (1965);
- «Жовтень — зоря людства» (1966);
- «Не забудемо» (1966);
- «Будь достойний батьків» (1967);
- «Ти — честь і совість нашої епохи» (1968).

Брав участь у республіканських виставках з 1964 року, всесоюзних — з 1967 року.